# Norra begravningsplatsen

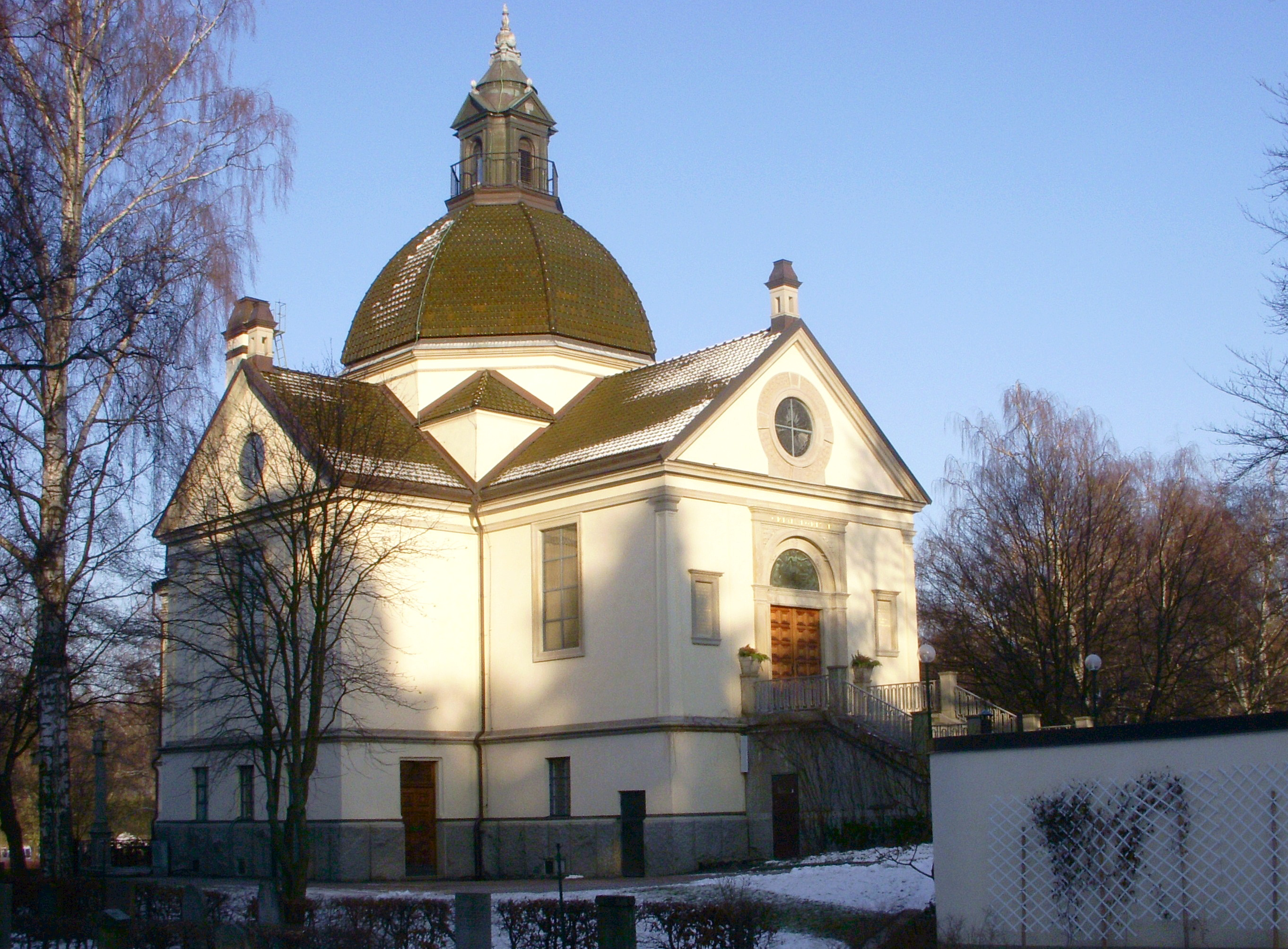
Norra kapellet (capilla del Norra begravningsplatsen de Solna).

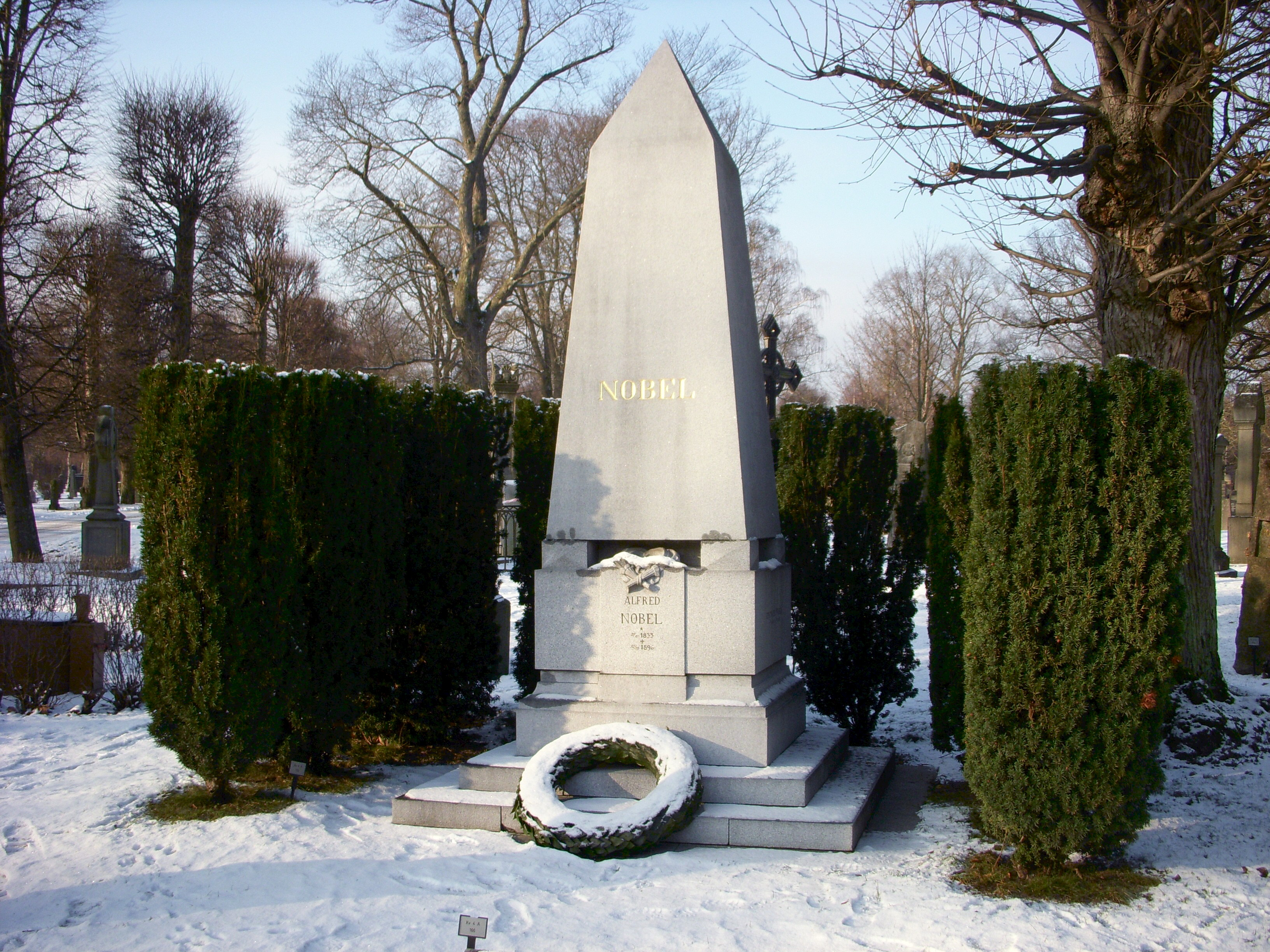
Tumba de Alfred Nobel.

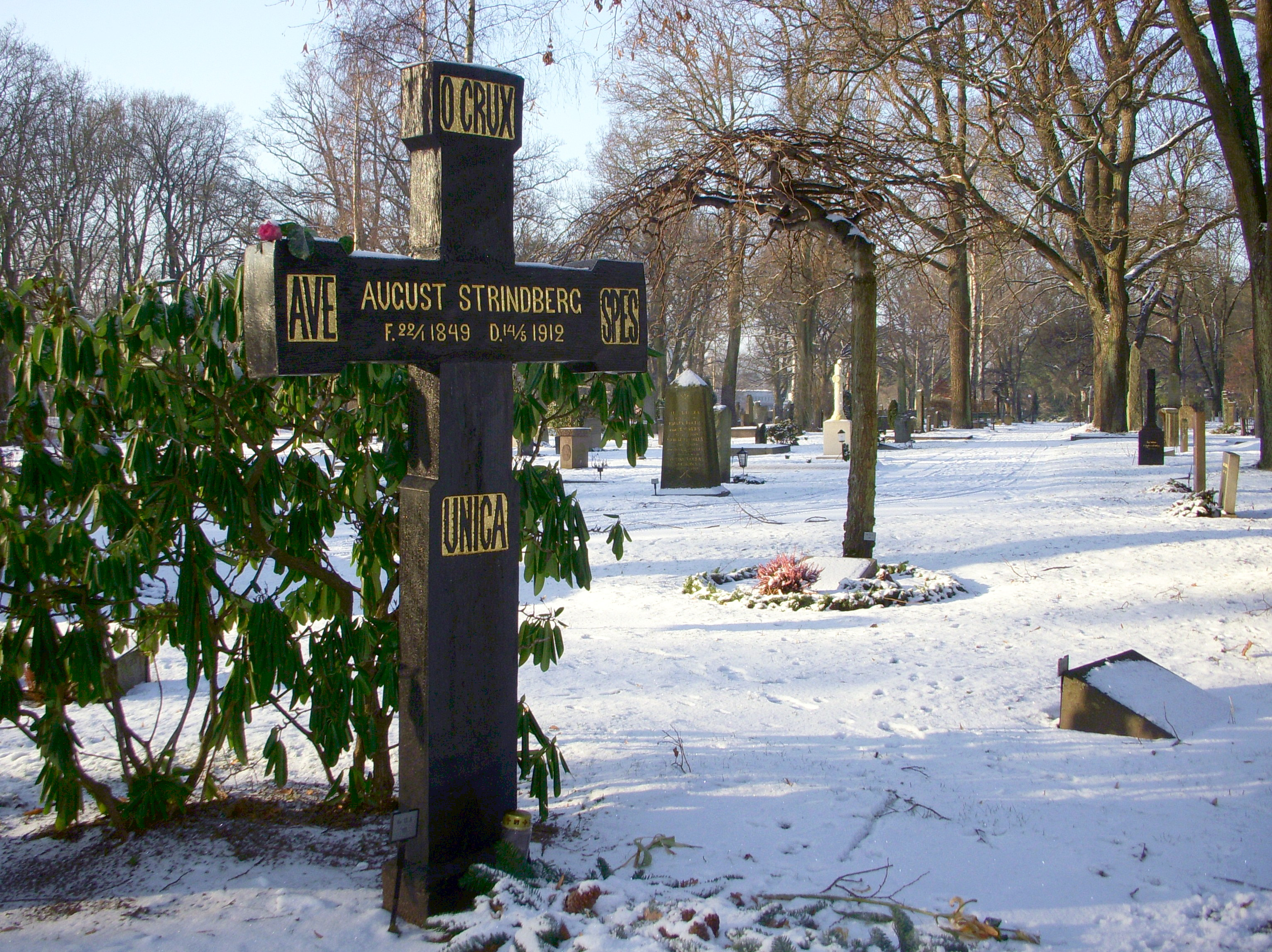
Tumba de August Strindberg.

Norra begravningsplatsen (en español, Cementerio del Norte) es el mayor cementerio del área metropolitana de Estocolmo. Está situado en el municipio de Solna. Inaugurado el 9 de junio de 1827, aquí yacen numerosas personalidades suecas.

## Personalidades enterradas en el Norra begravningsplatsen
- Märta Torén (1925- 1957), actriz[2]
- Salomon August Andrée (1854-1897), explorador
- Klas Pontus Arnoldson (1844-1916), premio Nobel de la Paz
- Ingrid Bergman (1915-1982), actriz
- Bo Bergman (1869-1967), escritor, poeta, letrista
- Folke Bernadotte (1895-1948), diplomático
- Franz Berwald (1796-1868), compositor
- Ulla Billquist (1907-1946), cantante
- Ulf Björlin (1933-1993), director de orquesta, compositor
- August Blanche (1811-1868), escritor, político
- Isak Gustaf Clason (1856-1930), arquitecto
- Knut Frænkel (1870-1897), ingeniero, explorador
- Isaac Grünewald (1889-1946), pintor
- Allvar Gullstrand (1862-1930), físico, premio Nobel de Medicina
- Per Albin Hansson (1885-1946), primer ministro de Suecia
- Sofia Kovalévskaya (1850-1891), matemática, escritora
- Ivar Kreuger (1880-1932), industrial y financiero
- Gustaf de Laval (1845-1932), ingeniero e inventor
- Arvid Lindman (1862-1936), primer ministro de Suecia
- Vilhelm Moberg (1898-1973), escritor
- Alfred Nobel (1833-1896), inventor, creador del Premio Nobel
- Jenny Nyström (1854-1946), artista, ilustradora
- Ernst Rolf (1891-1932), productor teatral
- Nelly Sachs (1891-1970), escritora, premio Nobel de literatura
- Ulrich Salchow (1877-1949), deportista
- Victor Sjöström (1879-1960), director de cine
- Karl Staaff (1860-1915), primer ministro de Suecia
- Mauritz Stiller (1883-1928), director de cine
- August Strindberg (1849-1912), escritor, dramaturgo
- Nils Strindberg (1872-1897), explorador y fotógrafo
- Inga Tidblad (1901-1975), actriz
- Wilhelmina Skogh (1849-1926), empresaria.
- Samuel Owen (1774-1854), ingeniero, inventor, empresario.
- Adolf Wiklund (1879-1950) compositor y director de orquesta.